# Tensai Bakabon
Tensai Bakabon (天才バカボン?), è un manga scritto e illustrato da Fujio Akatsuka, la cui la sua prima pubblicazione è iniziata dal 9 aprile 1967 al 5 dicembre 1976 su Weekly Shōnen Magazine, mentre l'ultima è iniziata sulla rivista Bom Bom Deluxe dal novembre 1991 al dicembre 1992. La storia narra delle disavventure di uno sciocco ragazzino (Bakabon) e di suo padre, un matto che spesso diventa il personaggio protagonista. Lo stile ed i temi di Tensai Bakabon sono spesso paragonati a quelli del cartoon americano I Simpson.

## Anime
Un adattamento anime è stato trasmesso a partire dal 25 settembre 1971 al 25 settembre 2018 ed è composto da 5 serie televisive, per un totale di 225 episodi trasmessi nell'arco di cinquant'anni:
- Tensai Bakabon (天才バカボン? Il geniale Bakabon) (prodotta da Tokyo Movie Shinsha e da Pierrot dal 25 settembre 1971 al 24 giugno 1972 con un totale di 40 episodi)
- Ganso Tensai Bakabon (元祖天才バカボン? Il vero genio Bakabon) (prodotta da Tokyo Movie Shinsha dal 6 ottobre 1975 al 26 settembre 1977 con un totale di 103 episodi)
- Heisei Tensai Bakabon (平成天才バカボン? Il geniale Bakabon dell'era Heisei) (prodotta da Pierrot per Fuji Television dal 6 gennaio al 29 dicembre 1990 con un totale di 46 episodi)
- Rerere no Tensai Bakabon (レレレの天才バカボン? Il geniale Bakabon di Rerere) (prodotta da Pierrot per TV Tokyo dal 19 ottobre 1999 al 21 marzo 2000 con un totale di 24 episodi)
- Tensai Bakabon (深夜！天才バカボン? Notte fonda! Genio Bakabon) (prodotta da Pierrot per Fuji Television dal 10 luglio al 25 settembre 2018 con un totale di 12 episodi)

## Personaggi
Padre di Bakabon (バカボンのパパ?, Bakabon no Papa)
Doppiato da: Masashi Amenomori (1ª e 2ª serie), Kousei Tomita (3ª serie), Hisahiro Ogura (4ª serie), Arata Furuta (5ª serie)
È il padre problematico che cerca di prendere il controllo della serie diventandone il protagonista
Bakabon (バカボン?)
Doppiato da: Keiko Yamamoto (1ª e 2ª serie), Megumi Hayashibara (3ª serie), Yoshiko Kamei (4ª serie), Miyu Irino (5ª serie)
Il vero protagonista della serie, un ragazzo a cui piace danneggiare le cose altrui, specialmente quelle di suo padre. Lavora come part-time cercando di comprare qualche regalo per sua madre. Nel corso delle varie serie il nome della scuola elementare che frequenta cambia.
Hajime (ハジメ?)
Doppiato da: Takako Sasuga (1ª e 2ª serie), Chika Sakamoto (3ª serie), Yukiji (4ª serie), Ai Nonaka (5ª serie)
È il fratello minore di Bakabon. È un bambino prodigio che comprende le parole quasi subito dopo la sua nascita e il suo nome significa "inizio".
Madre di Bakabon (バカボンのママ?, Bakabon no Mama)
Doppiata da: Eiko Masuyama (dalla 1ª alla 4ª serie), Noriko Hidaka (5ª serie)
È la madre di Bakabon. È laureata ed, nonostante i guai e i guai causati da papà e Bakabon, è una brava moglie e madre.
Omawari (お巡り?)
Doppiato da: Isamu Tanonaka (1ª serie), Kaneta Kimotsuki (2ª serie), Shigeru Chiba (3ª e 4ª serie), Toshiyuki Morikawa (5ª serie)
È un poliziotto goloso, lascivo e spesso spara ripetutamente con la pistola a caso. Inoltre desidera sempre soldi o una promozione. Ha enormi occhi solitamente disegnati in un bulbo oculare, dei denti sporgenti dalla mascella e un'unica narice al centro del naso.
Rerere (レレレ?)
Doppiato da: Ryūji Saikachi (1ª e 2ª serie), Shigeru Chiba (3ª e 4ª serie), Akira Ishida (5ª serie)
È lo strano vicino di casa della famiglia Bakabon. Lo si vede quasi sempre spazzare la strada fuori dal suo cortile. È calvo, ha i baffi ma non il naso, le orecchie che si estendono leggermente dalla testa e indossa uno yukata e dei sandali